# Aleksandra Żurawska
Aleksandra Żurawska (ur. 12 lutego 1964 w Kluczborku) – polska fizyk, specjalizująca się w fizyce doświadczalnej; nauczyciel akademicki, była prorektor Politechniki Opolskiej.

## Życiorys
Urodziła się w 1964 roku w Kluczborku, gdzie spędziła dzieciństwo i wczesną młodość. Po ukończeniu szkoły średniej oraz pomyślnie zdanym egzaminie maturalnym rozpoczęła w 1983 roku studia na kierunku fizyka w Wyższej Szkole Pedagogicznej w Częstochowie, które ukończyła w 1987 roku. Bezpośrednio po ich ukończeniu rozpoczęła pracę na stanowisku asystenta stażysty w Wyższej Szkole Inżynierskiej w Opolu (w 1996 roku przekształcona w Politechnikę Opolską), z którą związała życie zawodowe. Przedmiotem jej badań były przemiany fazowe warstwy powierzchniowej fazy stałej przy zastosowaniu metod spektroskopii fotoakustycznej. W 1996 roku została zatrudniona na stanowisku specjalisty fizyka. W 2001 roku uzyskała stopień naukowy doktora nauk fizycznych w zakresie fizyki o specjalności fizyka techniczna na Wydziale Matematyczno-Fizycznym Politechniki Śląskiej w Gliwicach na podstawie pracy pt. Zastosowanie efektu fotoakustycznego do detekcji przemian fazowych, napisanej pod kierunkiem prof. Tadeusza Góreckiego. W tym samym roku otrzymała stanowisko adiunkta Zakładzie (od 2006 roku Katedrze) Fizyki PO.
Jest autorem 30 publikacji naukowych, w tym 8 z listy filadelfijskiej. W swojej pracy naukowo-dydaktycznej zajmowała się głównie działalnością organizacyjną. W latach 1993–1997 była organizatorem i sekretarzem dwóch międzynarodowych i trzech krajowych konferencji naukowych. W 2001 roku zorganizowała w Warszawie Międzynarodowe Forum Techniczne „New Materials in Casting Engineering”. Od 2004 roku należy z ramienia Politechniki Opolskiej do głównych organizatorów Opolskiego Festiwalu Nauki. Ponadto od czerwca 2004 do maja 2005 roku pełniła funkcję prezesa Opolskiego Parku Technologicznego Sp. z.o.o. W latach 2005–2012 była prorektorem do spraw organizacyjnych Politechniki Opolskiej.